# Alberto Castagnetti
Alberto Castagnetti (Verona, 3 febbraio 1943 – Negrar, 12 ottobre 2009) è stato un nuotatore e allenatore di nuoto italiano.

## Carriera
Atleta nello stile libero, prese parte alle Olimpiadi di Monaco di Baviera del 1972 e ai campionati mondiali di Belgrado nel 1973. Dal 1987 al 2009 è stato il commissario tecnico della nazionale italiana di nuoto, allenando campioni del calibro di Roberto Gleria, Giorgio Lamberti, Marcello Guarducci, Domenico Fioravanti e Federica Pellegrini. Durante la sua conduzione, la nazionale ha conquistato 4 ori, 3 argenti e 6 bronzi olimpici.
L'8 settembre 2009 si è sottoposto a un intervento al cuore, programmato da tempo, ma a distanza di poco più di un mese, il 12 ottobre 2009, è morto nella sua casa di Arbizzano, frazione di Negrar, in provincia di Verona. A lui è stato intitolato il centro della Federazione Italiana Nuoto di Verona. Dall'11 maggio 2013 è entrato a far parte della International Swimming Hall of Fame di Fort Lauderdale.

## Palmarès
Questo è il suo palmarès da nuotatore:
| Giochi olimpici                       | 4×100 m st. libero           |
| 1972 Monaco di Baviera Germania Ovest | 9º - 3'38"81 frazione: 55"67 |
| Campionati mondiali                   | 4×100 m st. libero           |
| 1973 Belgrado Jugoslavia              | 7º - 3'36"84 frazione: 55"53 |
| Giochi del Mediterraneo               | 4×100 m st. libero           |
| 1971 Smirne Turchia                   | Argento: 3'42"4 :            |

### Campionati italiani
9 titoli nelle staffette, così ripartiti:
- 6 nella staffetta 4×100 m stile libero
- 3 nella staffetta 4×100 m mista

nd = non disputata
| Anno | Edizione    | st.libero 100 m | st.libero 4×100 m | st.libero 4×200 m | mista 4×100 m |
| ---- | ----------- | --------------- | ----------------- | ----------------- | ------------- |
| 1967 | Primaverili | -               | 3                 | nd                | -             |
| 1967 | Estivi      | -               | -                 | 3                 | 2             |
| 1968 | Primaverili | -               | 3                 | nd                | -             |
| 1968 | Estivi      | -               | -                 | 3                 | 1             |
| 1969 | Primaverili | 3               | 1                 | nd                | 1             |
| 1969 | Estivi      | 2               | 3                 | 2                 | 1             |
| 1971 | Estivi      | 3               | 1                 | 3                 | -             |
| 1972 | Primaverili | 3               | 1                 | nd                | -             |
| 1972 | Estivi      | -               | -                 | 2                 | -             |
| 1973 | Primaverili | 3               | 1                 | nd                | -             |
| 1973 | Estivi      | 3               | 1                 | 3                 | 2             |
| 1975 | Estivi      | -               | 2                 | -                 | -             |
| 1976 | Estivi      | -               | 2                 | -                 | -             |
| 1977 | Estivi      | -               | 1                 | -                 | -             |